# Арманн Бланшонне
Арманн Бланшонне (фр. Armand Blanchonnet, 23 грудня 1903 — 17 вересня 1968) — французький велогонщик.
Олімпійський чемпіон На Велоспорттніх Олімпійських іграх 1924 — чоловіча роздільна гонка (роздільна індивідуальна гонка), Велоспорту на літніх Олімпійських іграх 1924 — роздільна командна гонка (чоловіки). 
Бронзовий призер Чемпіонату світа з велоперегонів на шосе 1924 року в аматорській груповій шосейній гонці.